# Inolvidable (canción de Laura Pausini)
«Inolvidable» (en italiano: «Incancellabile») es una canción interpretada por la cantante italiana Laura Pausini. Fue escrita por Cheope, Marco Marati y Angelo Valsiglio y lanzada como el primer sencillo del álbum Le cose che vivi en 1996. La canción tiene versiones en italiano, español y portugués (llamada «Inesquecível»). La versión portuguesa está incluida únicamente en la versión brasileña del álbum.
En 2013, la canción fue regrabada con nuevos arreglos para el álbum recopilatorio de Pausini 20 - The Greatest Hits / 20 - Grandes Éxitos.

## Video musical
El video musical fue grabado a finales de julio de 1996 en Islandia (precisamente en la zona de Vike), encima del cráter de un volcán en la región de Langisjór, en la parte sur de la isla. Las grabaciones se realizaron desde tierra y desde un helicóptero para las tomas en altura. Fue dirigida por Jamie De La Peña. Las tres versiones de la canción tenían videos musicales grabados.

## Lista de canciones
CD sencillo - Italia 
1. "Incancelable" - 3:48
2. "Incancellabile" (Instrumental) - 3:48

CD sencillo promocional - Italia 
1. "Incancelable" - 3:48
2. " Strani amori " – 4:10
3. "Gente" – 4:30
4. "Incancellabile" (Instrumental) - 3:48

## Rendimiento en listas

### Listas semanales

#### Versión en italiano
| Lista (1996)                       | Posición más alta |
| ---------------------------------- | ----------------- |
| Bélgica (Flandes) (Ultratop 50)    | 13                |
| Bélgica (Valonia) (Ultratop 50)    | 17                |
| Netherlands (Dutch Top 40)         | 39                |
| Países Bajos (Mega Single Top 100) | 37                |
| Suiza (Schweizer Hitparade)        | 23                |

#### Versión en español
| Lista (1996)                       | Posición más alta |
| ---------------------------------- | ----------------- |
| Estados Unidos (Hot Latin Songs)   | 13                |
| Estados Unidos (Latin Pop Airplay) | 3                 |

### Listas anuales

#### Versión en italiano
| Lista (1996)                | Posición |
| --------------------------- | -------- |
| Belgium (Ultratop Wallonia) | 100      |

## Versión de Frankie Negrón
En 1997, el cantante de salsa estadounidense Frankie Negrón hizo una versión de "Inolvidable" como su sencillo debut. La canción alcanzó el puesto #20 en Hot Latin Tracks y llegó al #1 en Latin Tropical Airplay. Fue nombrado el Latin Tropical Airplay con mejor desempeño de 1997.

### Rendimiento en listas
| Lista (1997)                       | Posición más alta |
| ---------------------------------- | ----------------- |
| Estados Unidos (Hot Latin Songs)   | 20                |
| Estados Unidos (Latin Pop Airplay) | 16                |
| Estados Unidos (Tropical Airplay)  | 1                 |

#### Listas anuales
| Lista (1997)                    | Posición más alta |
| ------------------------------- | ----------------- |
| US Tropical Airplay (Billboard) | 1                 |

## Versión Sandy y Junior
La versión en portugués de la canción fue versionada en 1998 por el dúo brasileño Sandy & Junior. Laura Pausini y Sandy cantaron esta versión juntos una vez.